# Banbuerhan
Banbuerhan (chinois : 班布尔汗 ; pinyin : bānbùěrhàn), né en 1980 à Hohhot, Mongolie-Intérieure, en Chine, est un mongoliste mongol chinois, principalement connue pour ses ouvrages et articles sur l'histoire des Mongols, avec une spécialisation dans la période des environs de la Dynastie Ming et Qing.
Il travaille à l'Institut de recherche en histoire au sein de l'Institut des sciences sociale de Mongolie-Intérieure (内蒙古社会科学院历史研究所).